# 닌텐도 슈퍼 시스템
닌텐도 슈퍼 시스템(Nintendo Super System, NSS)은 닌텐도의 가정용 게임기 슈퍼 패미컴을 아케이드 게임기로 개조한 것으로 주로 미국에서 사용되었다. 플레이초이스-10과 마찬가지로 동전을 넣고 메뉴로 게임을 선택하여 일정 시간 동안 게임을 플레이할 수 있으며 동전을 추가해 크레딧을 늘려 플레이 시간을 연장시킬 수 있다.

## 게임
- ActRaiser
- The Addams Family
- Contra III: The Alien Wars
- David Crane's Amazing Tennis
- F-Zero
- Lethal Weapon
- NCAA Basketball
- Robocop 3
- Skins Game
- Super Mario World
- Super Soccer